# Julian Solis

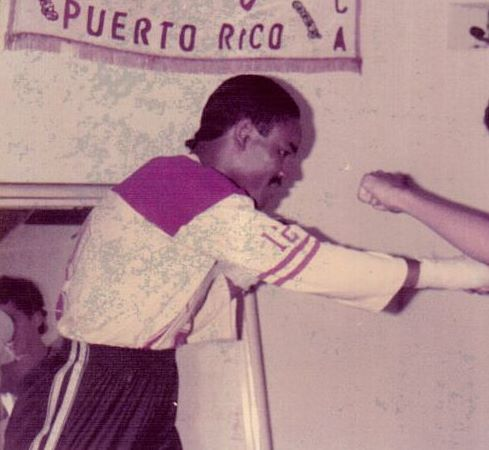
Julian Solis (Aufnahmedatum unbekannt)

Julian Solis (* 7. Januar 1957 in Puerto Rico) ist ein ehemaliger puerto-ricanischer Boxer im Bantamgewicht. Er wurde von Teddy Atlas trainiert.

## Profikarriere
Im Jahre 1975 begann er erfolgreich seine Profikarriere. Am 29. August 1980 boxte er gegen Jorge Lujan um den Weltmeistertitel des Verbandes WBA und siegte durch geteilte Punktrichterentscheidung. Diesen Gürtel verlor er allerdings bereits in seiner ersten Titelverteidigung im November desselben Jahres an Cheff Chandler durch technischen Knockout.
Im Jahre 1992 beendete er seine Karriere.